# Shidne, Melitopol
Shidne (în ucraineană Східне) este un sat în comuna Novomîkolaiivka din raionul Melitopol, regiunea Zaporijjea, Ucraina.

## Demografie
Componența lingvistică a localității Shidne
     Rusă (88,71%)
     Ucraineană (11,29%)
Conform recensământului din 2001, majoritatea populației localității Shidne era vorbitoare de rusă (88,71%), existând în minoritate și vorbitori de ucraineană (11,29%).